# RTON Chełmiec
RTON Chełmiec (Radiowo-telewizyjny Ośrodek Nadawczy Chełmiec) – wieża radiowa położona w Szczawnie-Zdroju koło Wałbrzycha, na górze Chełmiec.

## Historia

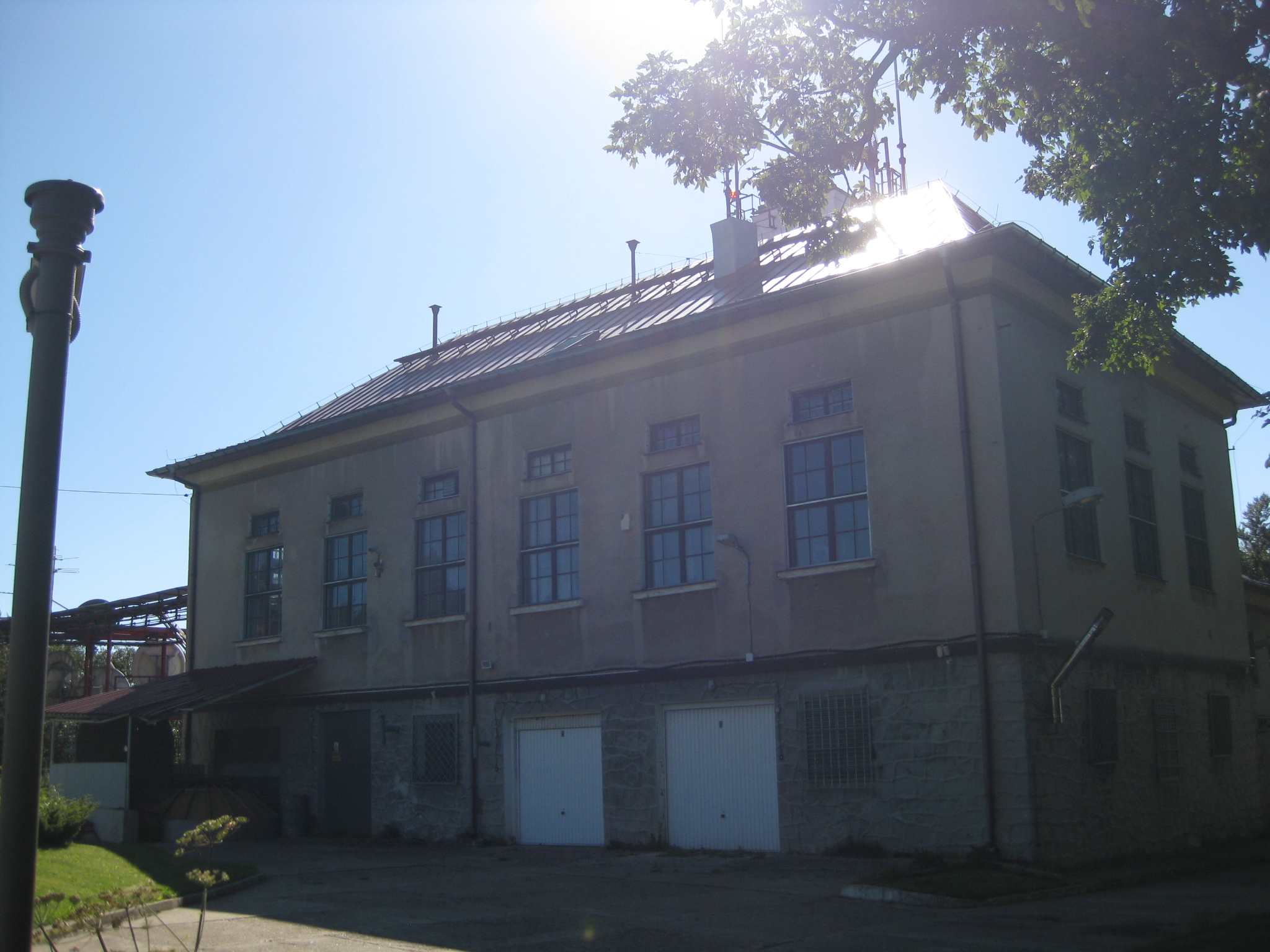
Budynek techniczny RTON Chełmiec

Po II wojnie światowej wzniesiony został budynek, w którym obecnie znajduje się RTON Chełmiec. W budynku tym umieszczono nadajniki zagłuszające Radio Wolna Europa.
Nadajniki pracowały na falach średnich i krótkich. Anteny były zabudowane na drewnianych masztach wkoło obiektu. Cały teren był ogrodzony podwójnym osiatkowanym płotem. Do dziś można znaleźć resztki słupów betonowych ogrodzenia oraz betonowe
postumenty odciągów anten. Po likwidacji zagłuszarek obiekt był wykorzystywany przez krótki czas jako ośrodek kolonijny. W latach 60. zbudowano prosty przemiennik TV, który retransmitował program ze Ślęży.
Kolejna poważna inwestycja miała miejsce w 1973, kiedy założono tam Radiowo-telewizyjny Ośrodek Nadawczy. Obok zbudowano maszt telekomunikacyjny o wysokości 69 m. W późniejszych latach obiekt został przejęty przez spółkę Emitel Sp. z o.o. do celów telekomunikacyjnych.

## Parametry
- Wysokość posadowienia podpory anteny: 869 m n.p.m.[1]
- Wysokość zawieszenia systemów antenowych: Radio: 48, 65, TV: 36, 50, 55, 62 m n.p.t.[1]

## Transmitowane programy

### Programy telewizyjne – cyfrowe[1][3]
| Nazwa multipleksu | Częstotliwość (MHz) | Kanał | Moc (kW) | Polaryzacja | Charakterystyka promieniowania | Standard nadawania | Kompresja | Data uruchomienia nadajnika |
| ----------------- | ------------------- | ----- | -------- | ----------- | ------------------------------ | ------------------ | --------- | --------------------------- |
| MUX 1             | 570 MHz             | 33    | 2 kW     | pozioma (H) | dookólna (ND)                  | DVB-T2             | HEVC      | 28 marca 2022               |
| MUX 2             | 682 MHz             | 47    | 2 kW     | pozioma (H) | dookólna (ND)                  | DVB-T2             | HEVC      | 28 marca 2022               |
| MUX 3 (Wrocław)   | 506 MHz             | 25    | 20 kW    | pozioma (H) | kierunkowa (D)                 | DVB-T              | MPEG-4    | 22 kwietnia 2013            |
| MUX 6             | 674 MHz             | 46    | 2 kW     | pozioma (H) | dookólna (ND)                  | DVB-T2             | HEVC      | 1 lutego 2023               |
| MUX 8             | 184,5 MHz           | 6     | 0,3 kW   | pionowa (V) | kierunkowa (D)                 | DVB-T              | MPEG-4    | 25 października 2016        |

### Programy radiowe[1][3]
| LP | Program                     | Właściciel                                                              | Częstotliwość | Moc promieniowana nadajnika | Polaryzacja |
| -- | --------------------------- | ----------------------------------------------------------------------- | ------------- | --------------------------- | ----------- |
| 1  | Polskie Radio Program II    | Polskie Radio S.A.                                                      | 87,90 MHz     | 5 kW                        | pozioma     |
| 2  | Muzyczne Radio              | Muzyczne Radio Sp. z o. o.                                              | 90,90 MHz     | 5 kW                        | pozioma     |
| 3  | Program IV Polskie Radio 24 | Polskie Radio S.A.                                                      | 94,30 MHz     | 0,5 kW                      | pozioma     |
| 4  | Radio Wrocław               | Polskie Radio – Regionalna Rozgłośnia we Wrocławiu "Radio Wrocław" S.A. | 95,50 MHz     | 5 kW                        | pozioma     |
| 5  | Radio Zet                   | Radio Zet Sp. z o.o.                                                    | 97,20 MHz     | 1 kW                        | pozioma     |
| 6  | Polskie Radio Program III   | Polskie Radio S.A.                                                      | 99,80 MHz     | 5 kW                        | pozioma     |
| 7  | RMF Maxxx Wałbrzych         | RMF MAXXX. z o.o.                                                       | 101,10 MHz    | 5 kW                        | pozioma     |
| 8  | RMF FM                      | Radio Muzyka Fakty Sp. z o.o.                                           | 102,90 MHz    | 8 kW                        | pozioma     |
| 9  | Muzyczne Radio              | Muzyczne Radio Sp. z o. o.                                              | 106,70 MHz    | 0,78 kW                     | pionowa     |
| 10 | Radio Maryja                | Prowincja Warszawska Zgromadzenia O.O. Redemptorystów                   | 107,40 MHz    | 2,5 kW                      | pozioma     |

## Nienadawane analogowe programy telewizyjne
Emisja programów telewizji analogowej została zakończona 23 lipca 2013 roku.
| LP | Program | Właściciel            | Częstotliwość | Kanał | Moc promieniowana nadajnika | Polaryzacja |
| -- | ------- | --------------------- | ------------- | ----- | --------------------------- | ----------- |
| 1  | TVP1    | Telewizja Polska S.A. | 199,25 MHz    | 9     | 0,06 kW                     | pozioma     |
| 2  | TVP2    | Telewizja Polska S.A. | 559,25 MHz    | 32    | 1 kW                        | pozioma     |
| 3  | Polsat  | Telewizja Polsat S.A. | 695,25 MHz    | 49    | 0,70 kW                     | pozioma     |
| 4  | TVN     | TVN S.A.              | 751,25 MHz    | 56    | 0,20 kW                     | pozioma     |